# James Harvey
James Alexander Harvey (Perth, 15 febbraio 1979) è un ex cestista australiano.

## Carriera
Con l'Australia ha disputato i Campionati oceaniani del 2009.